# Санија Амети
Санија Амети (11. мај 1992) швајцарска је политичарка. Чланица је Зеленолибералне странке. Потпредседница је политичког покрета Операција Либеро од 2021. године и месна одборница града Цириха од 2022. године.
Широј јавности постала је позната након што је на друштвеним мрежама окачила снимак на којем се види како пуца у слику Богородице са Исусом.

## Биографија
Амети је рођена у Босној и Херцеговини 1992. године, а сада себе описује као муслиманку и агностика. Њен отац је био професор молекуларне биологије у бившој Југославији. У Швајцарску је са родитељима дошла као избеглица 1995. године. Породица је заправо желела да оде у Немачку, али је шверцер на граници са Немачком тражио још новца, који породица није имала, па их је напустио у Кројцлингену, одакле су одведени у центар за азиланте у Адлисвилу.
Одрасла је у Ерликону, где је научила да игра шах на пијаци. Након завршетка Кантонске школе у Ерликону 2011. године, желела је прво да студира историју уметности, али њен отац је желео да постане адвокат или лекар. Студирала је право на Универзитету у Цириху од 2011. до 2018. године, а докторирала је на Универзитету у Берну на тему безбедности информација.

## Политичка каријера
Амети је постала политички активна након што је у возу упознала прву жену савезног саветника у Швајцарској Елизабет Коп, која ју је охрабрила да настави политичку каријеру.
Чланица је извршног одбора Младе зелене либералне партије Швајцарске, у одељењу за политичку стратегију, од 2019. године, а од 2020. године је чланица је партијског руководства Зелене либералне партије у кантону Цирих, до 2024. године. Добила је задатак да води кампању против антитерористичког закона током пандемије короне почетком 2020. године.
Почетком октобра 2021, Амети је преузела копредседништво политичког покрета Операција Либеро од Лауре Цимерман, која је од тада радила као члан одбора политичке организације. Води покрет заједно са Стефаном Мансер-Еглијем. Према сопственим изјавама, Амети се политички залаже за уређен и стабилан однос између Швајцарске и ЕУ и заједно са Зеленом партијом покреће Европску иницијативу.
Она такође позива на правни оквир за активне мере у дигиталном простору. То укључује поштовање слобода грађана у дигиталном простору. У том циљу, она се политички залаже за, између осталог, забрану јавног препознавања лица. Амети је општинска одборница града Цириха од маја 2022. године и представља градске четврти 4 и 5. Године 2023. се безуспешно кандидовала за Кантонално веће Цириха. Такође се кандидовала за Национални савет 2023. године, али није изабрана.

## Контроверзе
У новембру 2022. године, Амети је изазвала пометњу након што је разговарала са двојицом кандидата за Савезно веће Швајцарске народне партије, Албертом Ростијем и Ханс-Велијем Вогтом, у дискусијском програму Клуб на швајцарском радију и телевизији када је модератор упитао ко је зеленији од два савезна саветника би рекла: „Еј, види, обојица су упорни СВП политичари, а ја не могу – са политичке тачке гледишта – да хвалим ниједног од њих.” Рости и Вогт су се због тога осећали увређени. У презентацији за покретање европске дебате 2023. између политичарке ГЛП Николе Форстер и СВП бившег савезног саветника Кристофа Блохера, оптужила је овог другог за Диренматову затворску метафору. раније, „Ниједан франак или искривљавање чињеница нису били превише добри за њих да […] замрзну земљу у затворском режиму“.
У септембру 2024. Амети је била широко и међународно критикована, након што је на Инстаграму објавила фотографије на којима је приказала репродукцију из каталога аукцијске куће Колер која приказује Богородицу с дететом и арханђела Михаила Томаса де Мазе из око 1375. године коришћена као мета. Амети је потом 9. септембра објавила да је поднела оставку на место управе ГЛП-а са седиштем у Цириху. Истог дана, ГЛП Швајцарска је саопштила да ће поднети захтев за покретање поступка за искључење из странке. Швајцарска бискупска конференција осудила је њено „неприхватљиво понашање” и саопштила да је Амети затражила од „католичке заједнице опроштај”. Млада странка Јунге СВП поднела је кривичну пријаву због ремећења слободе вероисповести.